# Орсипп
Орсипп (дав.-гр. Ορσιππος) — давньогрецький спортовець і воєначальник VIII ст. до н. е..

## Біографія
Народився в Мегарах. У 720 р. до н. е. став переможцем Олімпійських ігор у дромосі (бігу на один стадій). За переказами, під час змагання в Орсиппа зі стегон впала пов'язка, і до фінішу він прибіг голий. За іншою версією — він сам скинув її, аби вона не заважала руху. Як би там не було, але з того часу бігуни змагалися голими (першим на старт у такому вигляді вийшов спартанець Акант).
Користувався величезною повагою на батьківщині. Був обраний мегарським полемархом. Очолював військо під час успішної війни проти Коринфа, внаслідок якої Мегари відвоювали частину земель, колись втрачених на користь сусіда.
Був похований на центральній площі Мегар. У VI-V ст. до н. е. над могилою був збудований величний монумент з епітафією, складеною Симонідом.